# Charles Pic
Charles Pic, född 15 februari 1990 i Montélimar, Frankrike, är en fransk racerförare.

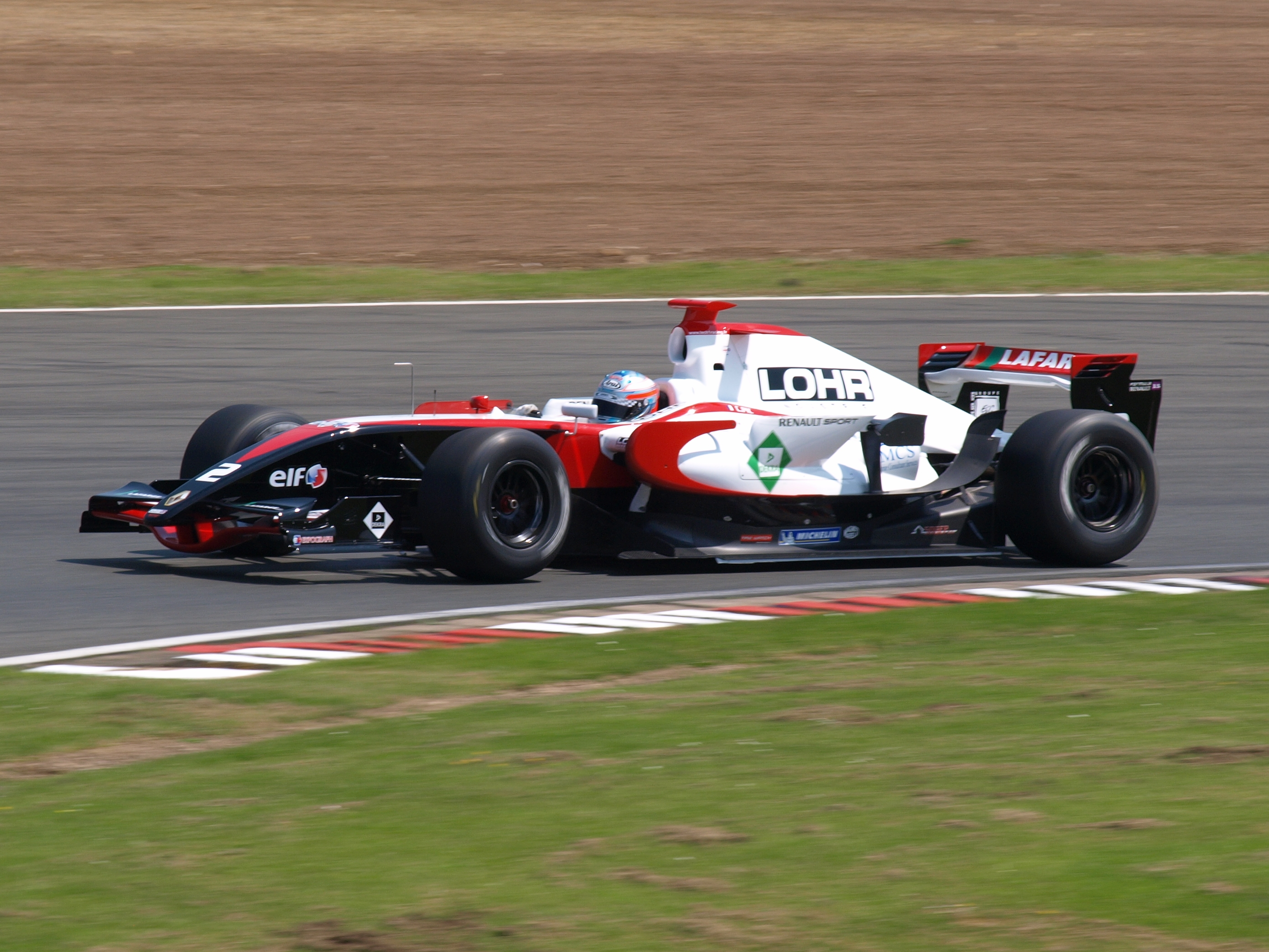
Charles Pic på Silverstone i Formula Renault 3.5 Series 2008.

## Racingkarriär
Pic inledde tidigt sin formelbilskarriär, då han blev trea i Formula Renault Campus France 2006. 2007 blev Pic trea i Formula Renault 2.0 Eurocup och fyra i Championnat de France Formula Renault 2.0, vilket gjorde att han fick chansen i Formula Renault 3.5 Series 2008. Han vann supportracet till Monacos Grand Prix i Formel 1, och slutade sexa i serien, och övertygade under GP2-tester under hösten 2008.